# Melese castrena
Melese castrena är en fjärilsart som beskrevs av William Schaus 1905. Melese castrena ingår i släktet Melese och familjen björnspinnare. Inga underarter finns listade i Catalogue of Life.